# Paul Boesch

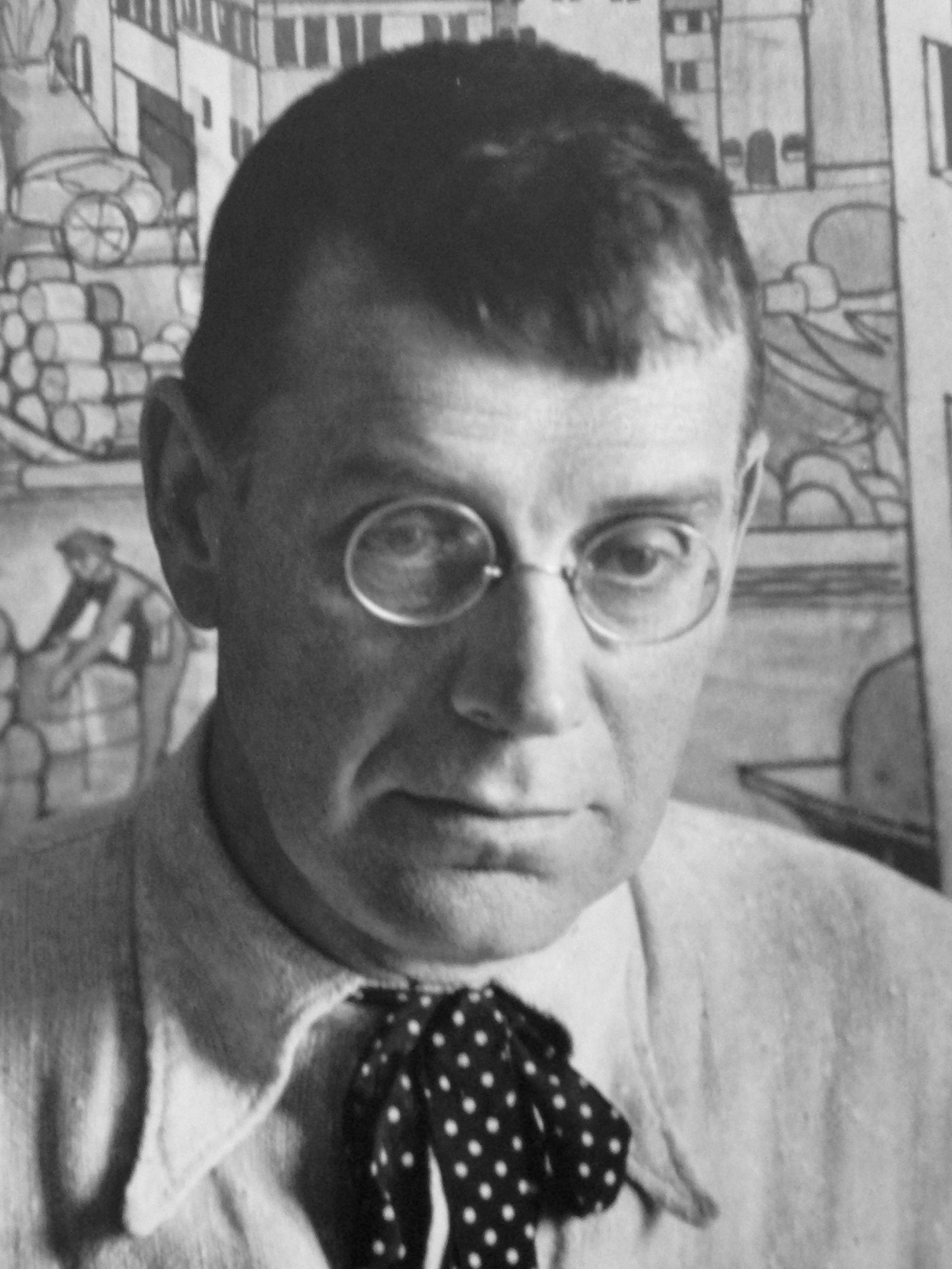
Paul Boesch

Paul Boesch (ur. 1889 we Fryburgu zm. 1969 w Bernie) – szwajcarski drzeworytnik heraldyczny, autor kilkuset grafik i exlibrisów.
Artysta początkowo uprawiał malarstwo, szybko jednak poświęcił się pracy nad exlibrisami i heraldyką. W tym kierunku osiągnął mistrzostwo i stał się jednym z najbardziej charakterystycznych twórców szwajcarskich kompilujących średniowieczne wzorce z własnym stylem. W swojej twórczości heraldycznej często wplatał elementy humoru, karykatury, głównie w heraldyce mieszczańskiej (Boesch w 1932 stworzył ilustracje herbów mieszczaństwa berneńskiego). Dla Poczty Szwajcarskiej artysta projektował prestiżowe serie znaczków uświetniające rocznice lokacyjne helweckich miast. Po śmierci Boescha spuścizną artysty zajęła się jego żona Gertruda Boesch-Bleur, która w 1974 wydała album twórczości rytowniczej Paula Boescha.

## Exlibrisy
Boesch stworzył serię poszukiwanych exlibrisów, m.in.: dla Emila Gerstera (Sankt Lucas hilf, 1924),
Fritza Knuchela (Familienidylle), Rudolfa Henggelera (Heiliger Antonius und Wappen),
Hansa Blumera (Mann, Kugel, Kerzen und Wappen), Placidusa Hartmanna (Bischof, Engel und Wappen), Franza Fischera (Wappen), Emila Junga (Bibliothek), Bibliothecae P P Capucinorum Surlaci oraz Bibliotheca Fratrum Minorum Sancti Fransisci Capucinorum conventus Surlacensis (dla jednej z franciszkańskich bibliotek).

## Wybór zilustrowanych książek
- we Fryburgu artysta wydał 43 ilustracje do 10’000 Jahre Forschen und Schaffen
- Aus der Geschichte der Lysser Waldungen[4]
- Lithographie, ‘Saint Christophe’, Patron des conducteurs de véhicules à propulsion mécanique[5].